# 魏明 (1964年)
魏明（1964年—），男，汉族，陕西长安人，中华人民共和国政治人物。

## 生平
毕业于西安交通大学管理科学与工程专业。2013年，当选第十二届全国人大代表。2018年2月24日，当选为第十三届全国人大代表。